# Burg Krásna Hôrka
Die Burg Krásna Hôrka, ungarisch Krasznahorka ist eine Höhenburg oberhalb der Gemeinde Krásnohorské Podhradie (Okres Rožňava, Košický kraj), etwa sechs Kilometer östlich von Rožňava gelegen. Sie war im Besitz dreier bedeutender ungarischer Geschlechter: Mariássy, Bebek und Andrássy. Seit 1961 wird sie als nationales Kulturdenkmal der Slowakei geführt und ist Standort eines Museums. In der Burg findet man eine original erhaltene Burgküche sowie historische Instrumente im Musiksaal. In der Burgkapelle sieht man den natürlich mumifizierten Körper der Gräfin Zsófia Serédy (* ~1660, † 1710), Ehefrau des Kuruzengenerals István I. Andrássy, des ehemaligen Burgherren.

## Name
Der Name Krásna Hôrka bedeutet wörtlich „schöner kleiner Berg“.

## Geschichte

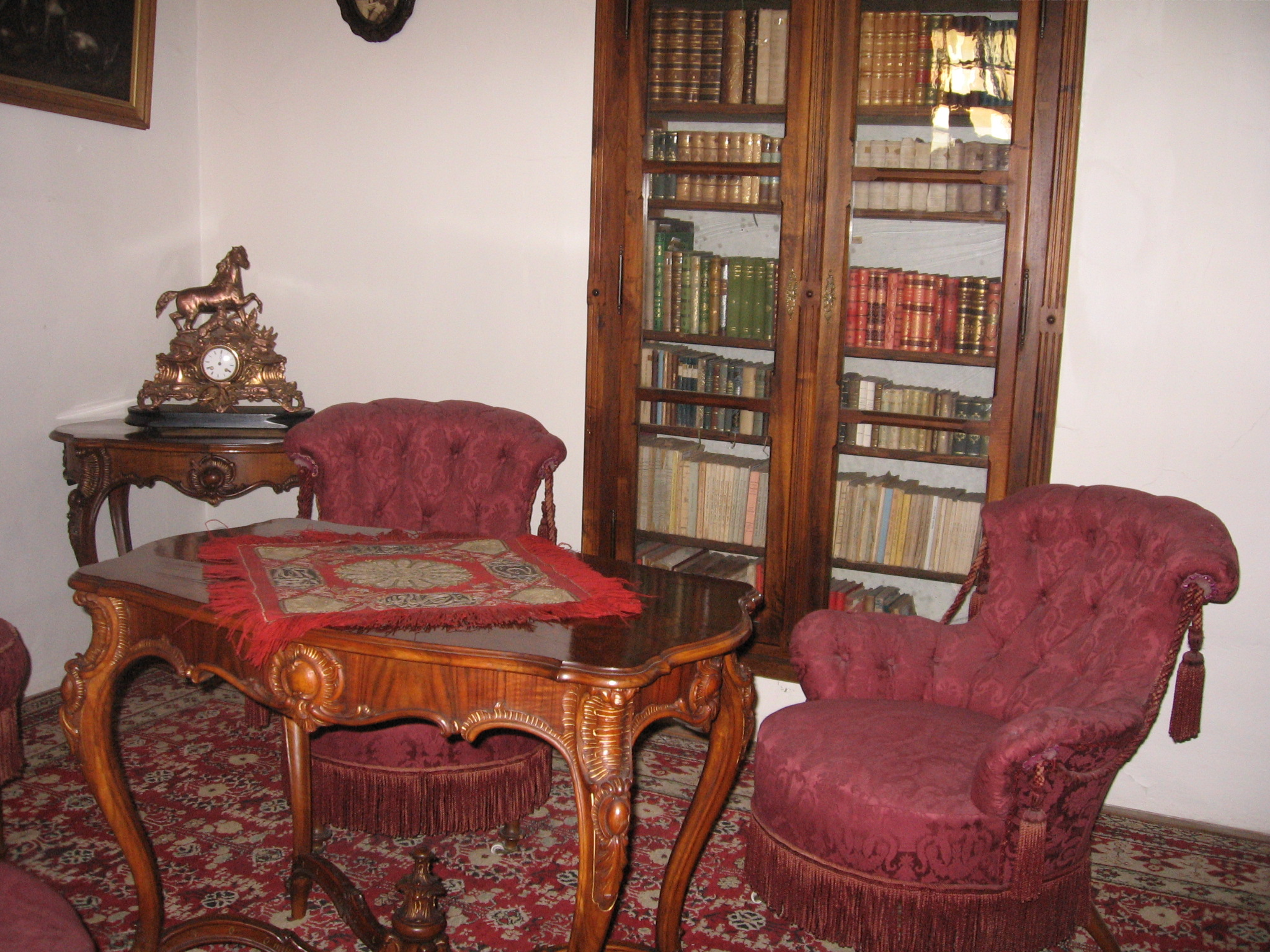
Innenausstattung

Die Burg wurde zum Schutz eines Handelsweges im 14. Jahrhundert im gotischen Stil auf dem Platz einer älteren Burgstätte aus dem 13. Jahrhundert errichtet. Allerdings kann am Anfang nur schwerlich von einer Burg im heutigen Sinn die Rede sein, da nur ein gotischer Donjon auf dem Kalkberg stand. Erstmals findet die Burg im Jahr 1333 Erwähnung. Die Burg gehörte ursprünglich zum Besitz der Familie Mariássy, dann bis Jahr 1566 zum Familienbesitz der Bebeks. Durch das Mittelalter zogen sich Streitigkeiten zwischen diesen Geschlechter, vor allem wegen reicher Rohstoffvorkommen in der Gegend. In den 1540er Jahren wurde die Anlage wegen der Gefahr von Türkenangriffen zu einer Festung auf dem Grundriss eines unregelmäßigen Dreiecks mit drei Bastionen umgebaut. Im Jahr 1542 wurde hier der als Ketzer verurteilte sabbatarische Täufer Andreas Fischer (slowakische Namensform: Ondrej Fischer) von der Mauer in die Tiefe gestürzt.
Nach dem Erlöschen des Geschlechtes Bebek ging die Burg in kaiserlichen Besitz über und wurde durch Kastellane verwaltet. Langjährige Verwalter der Burg waren Kastellane aus der Familie Andrássy, aber erst seit 1642 und schließlich bis 1945 gehörte sie zum Besitz der Andrássys, die den Umbau der Burg zum Adelssitz in Angriff nahmen. Sie wurde nach 1710 noch einmal zusammen mit dem Schloss Betliar umgebaut. Im Jahr 1817 brannte die Burg nach einem Blitzschlag nieder, wurde aber schnell wiederaufgebaut. Allerdings handelte es sich nur um notwendige Wiederaufbauarbeiten und bis in die 1960er Jahre blieb eine komplette Instandsetzung aus. Ein Museum über die Geschichte des Adelsgeschlechts wurde 1857 gegründet, in den Jahren 1903 bis 1905 wurde das Anwesen renoviert. Die ganze Burganlage wurde 1945 im Zuge der Beneš-Dekrete verstaatlicht und 1948 als nationales Kulturgut der Tschechoslowakei eingestuft. Seit 1961 ist die Burg ein nationales Kulturdenkmal, seit 1996 wird sie  als Teil des Museums Betliar vom Slowakischen Nationalmuseum verwaltet.

### Brand von 2012

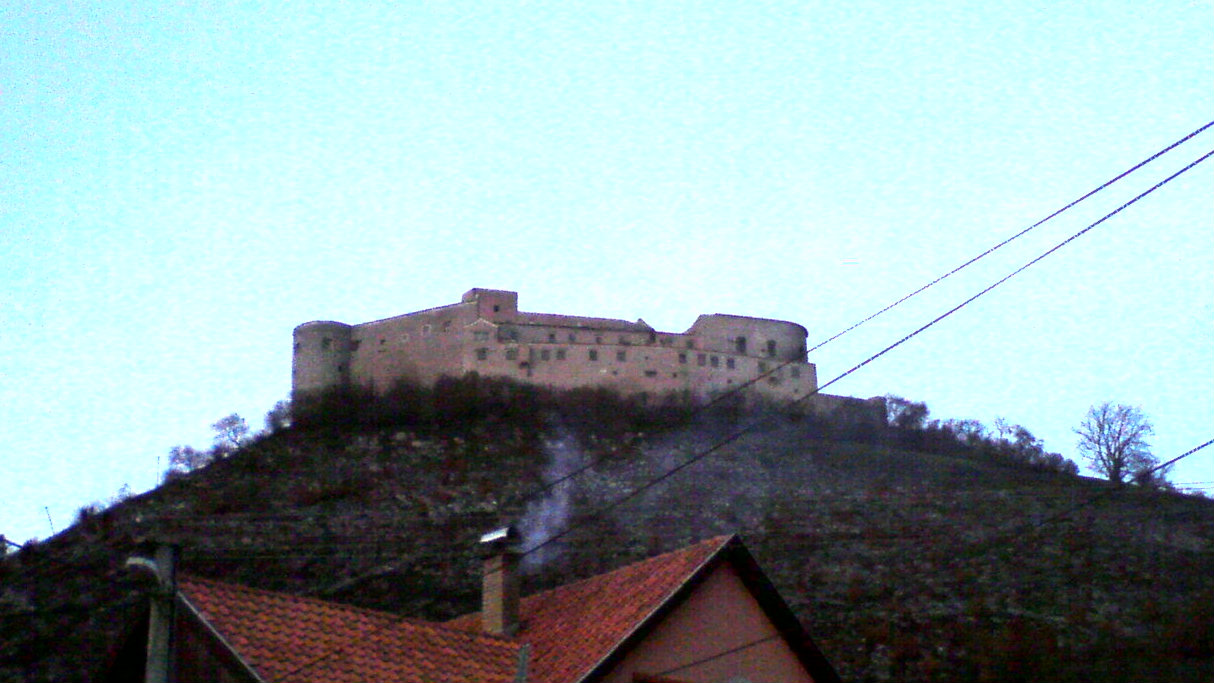
Die Burg nach dem Brand von 2012

Bei einem Großbrand am 10. März 2012 wurde die Burg schwer beschädigt. Der gesamte Dachstuhl samt dreier Glocken im Glockenturm brannten aus; die obere Burganlage wurde schwer beschädigt. Nach Angaben des Slowakischen Nationalmuseums seien aber 90 % der historischen Exponate gerettet.
Ursache war ein Grasbrand am Burghang, der auf das Schindel gedeckte Dach übergesprungen ist. Nach Ermittlungen der Polizei werden zwei elf und zwölf Jahre alte Jungen verdächtigt, das Gras bei dem Versuch, sich eine Zigarette anzuzünden, aus Unachtsamkeit in Brand gesetzt zu haben.
Die Dächer wurden nach dem Brand mit Kupferblech neu eingedeckt. Das Museum ist weiterhin geschlossen. (Stand 2019)

## Galerie

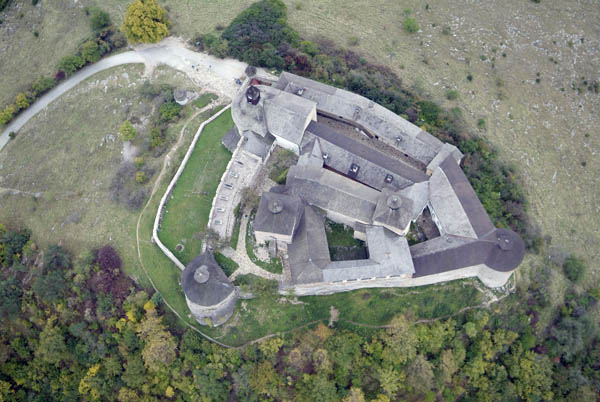
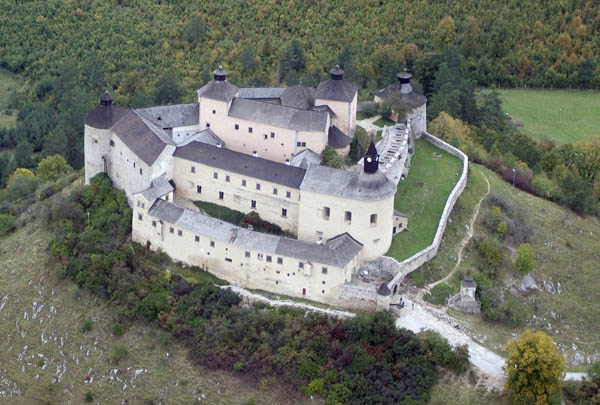
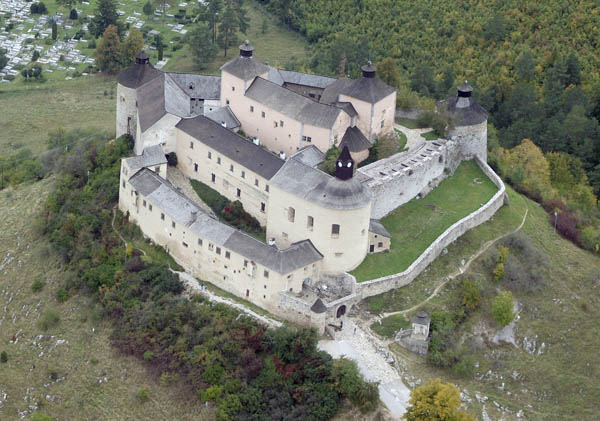
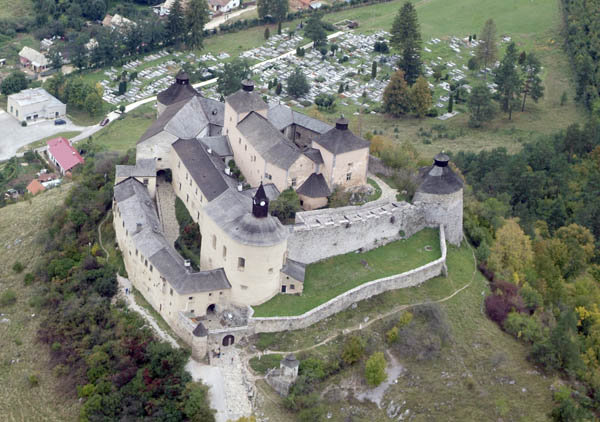
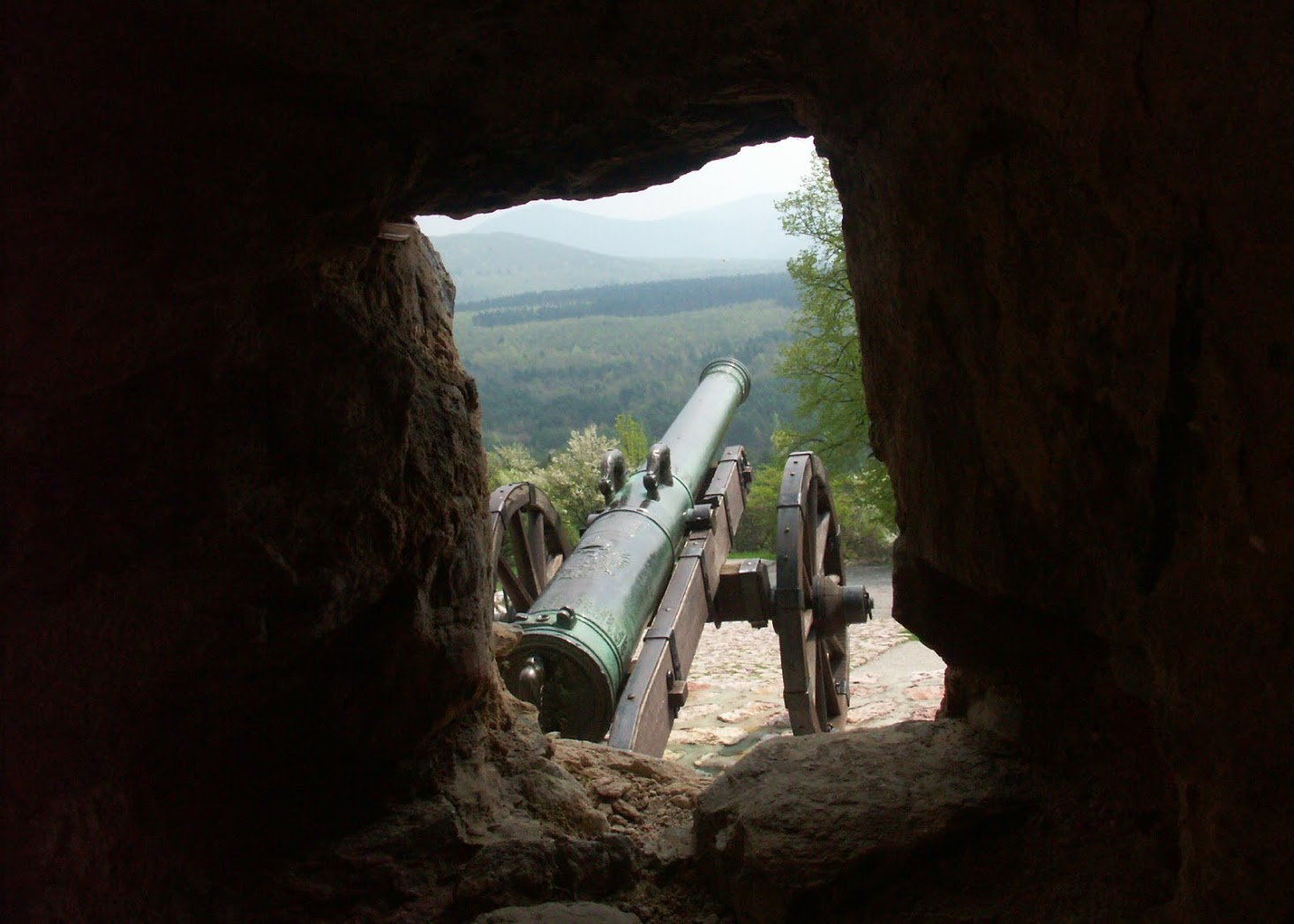
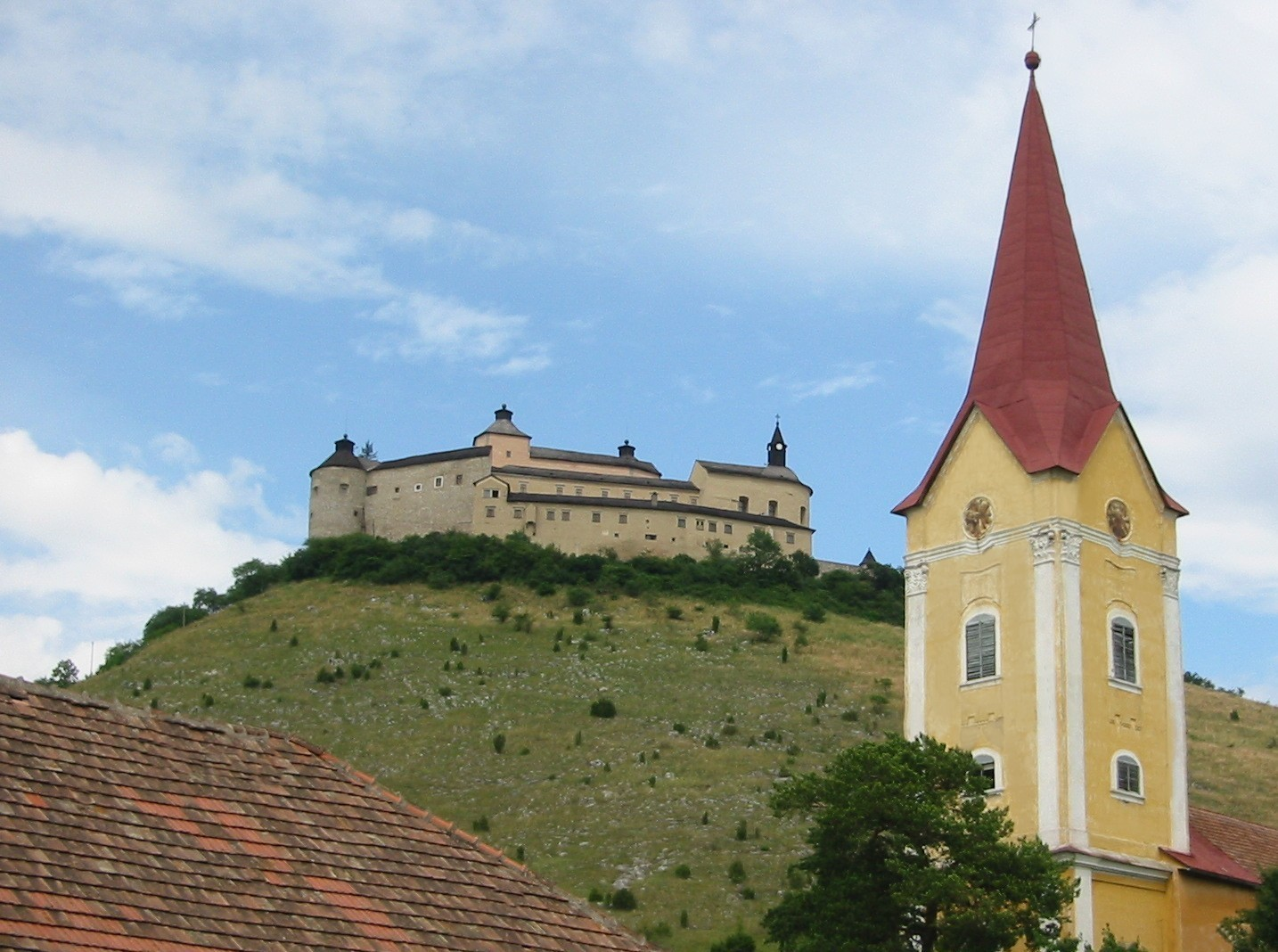
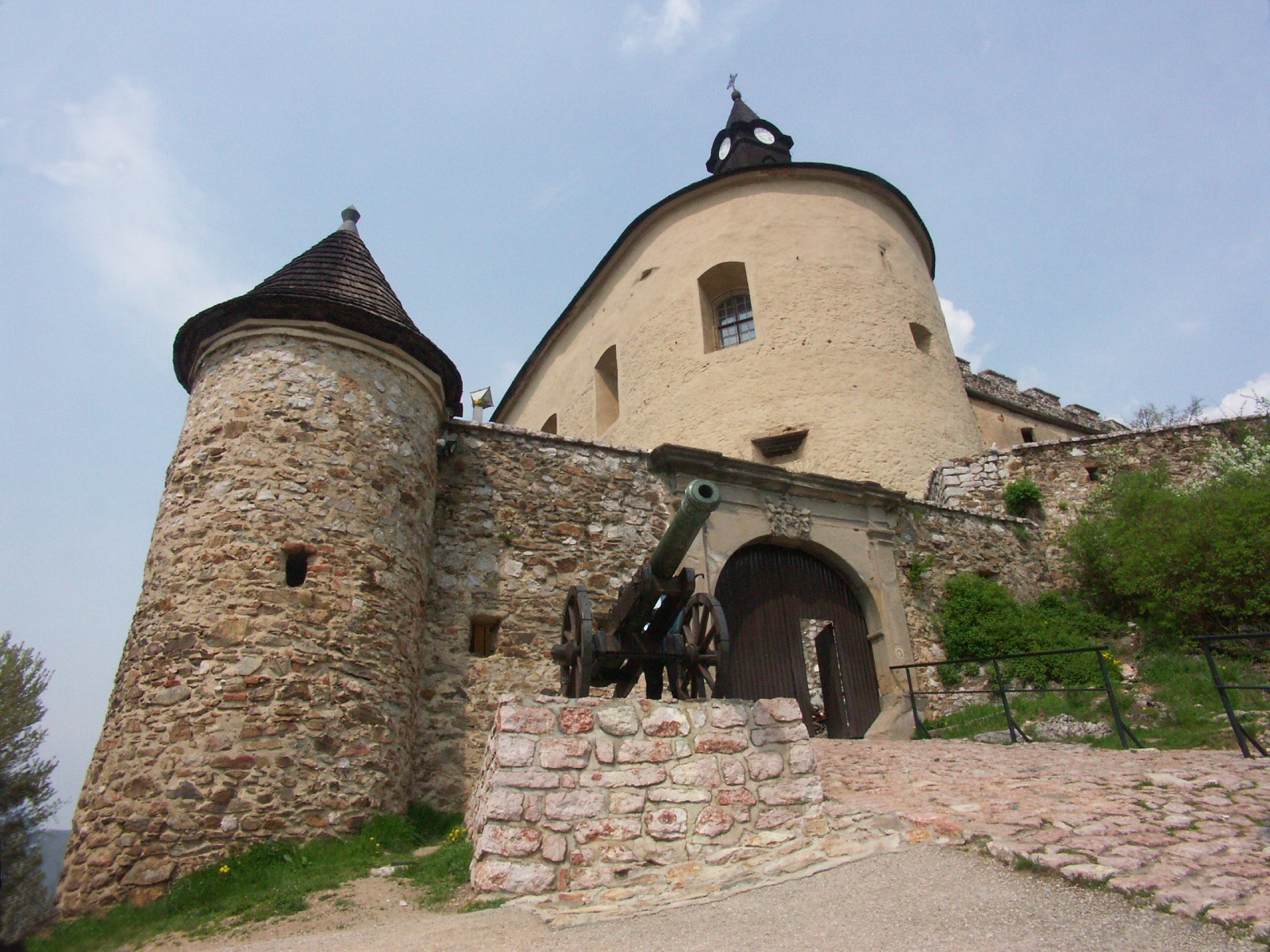
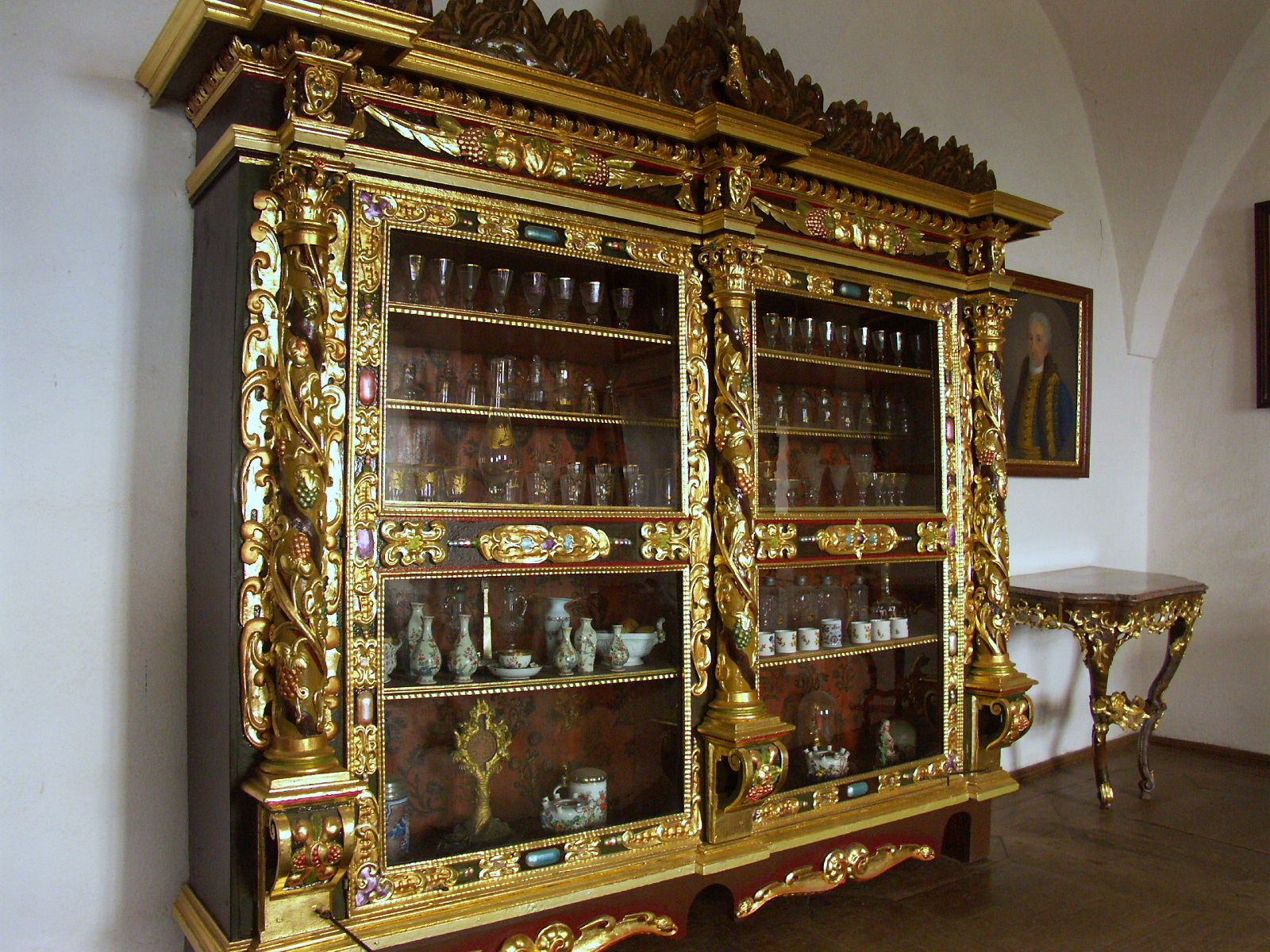
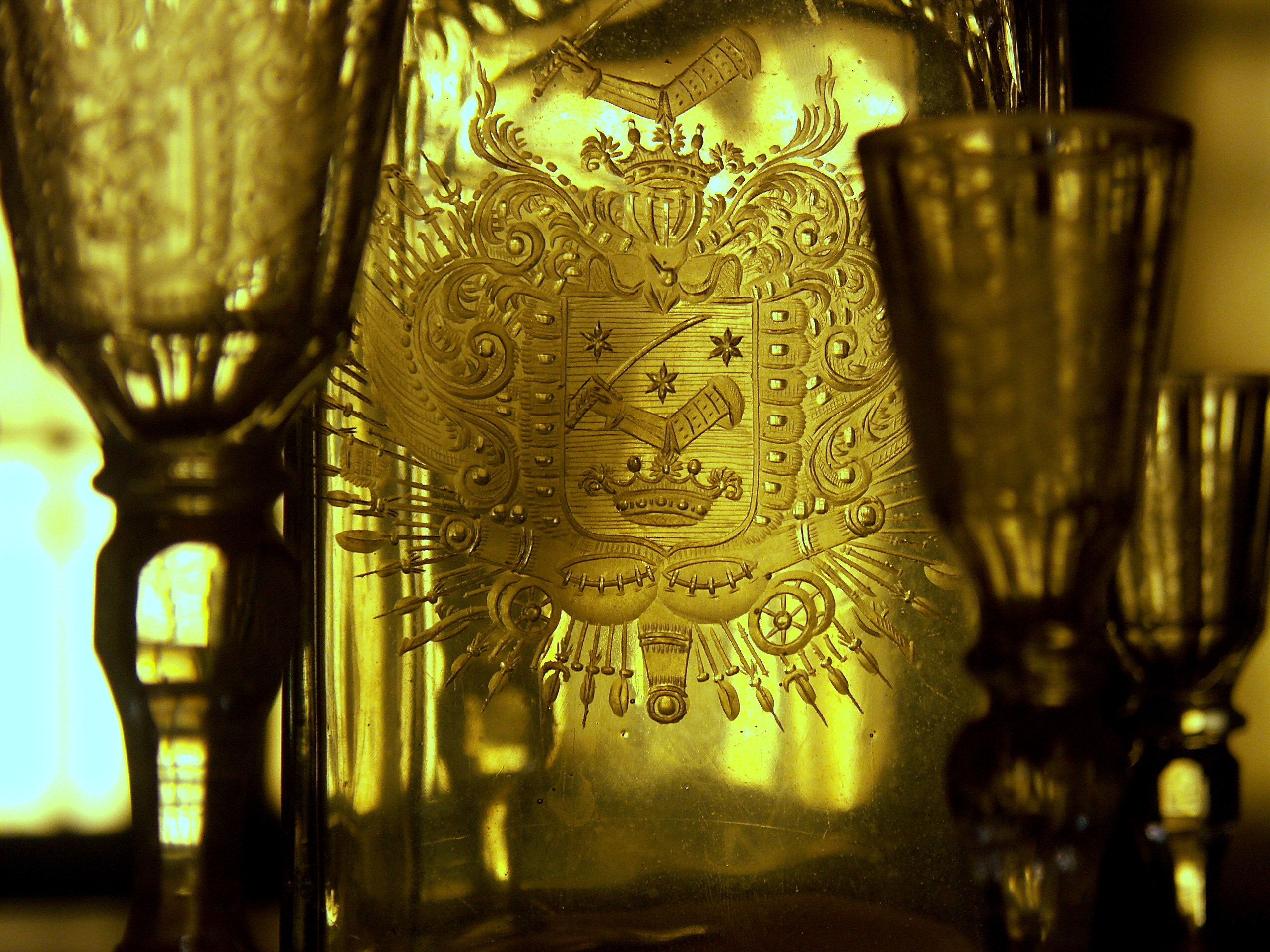
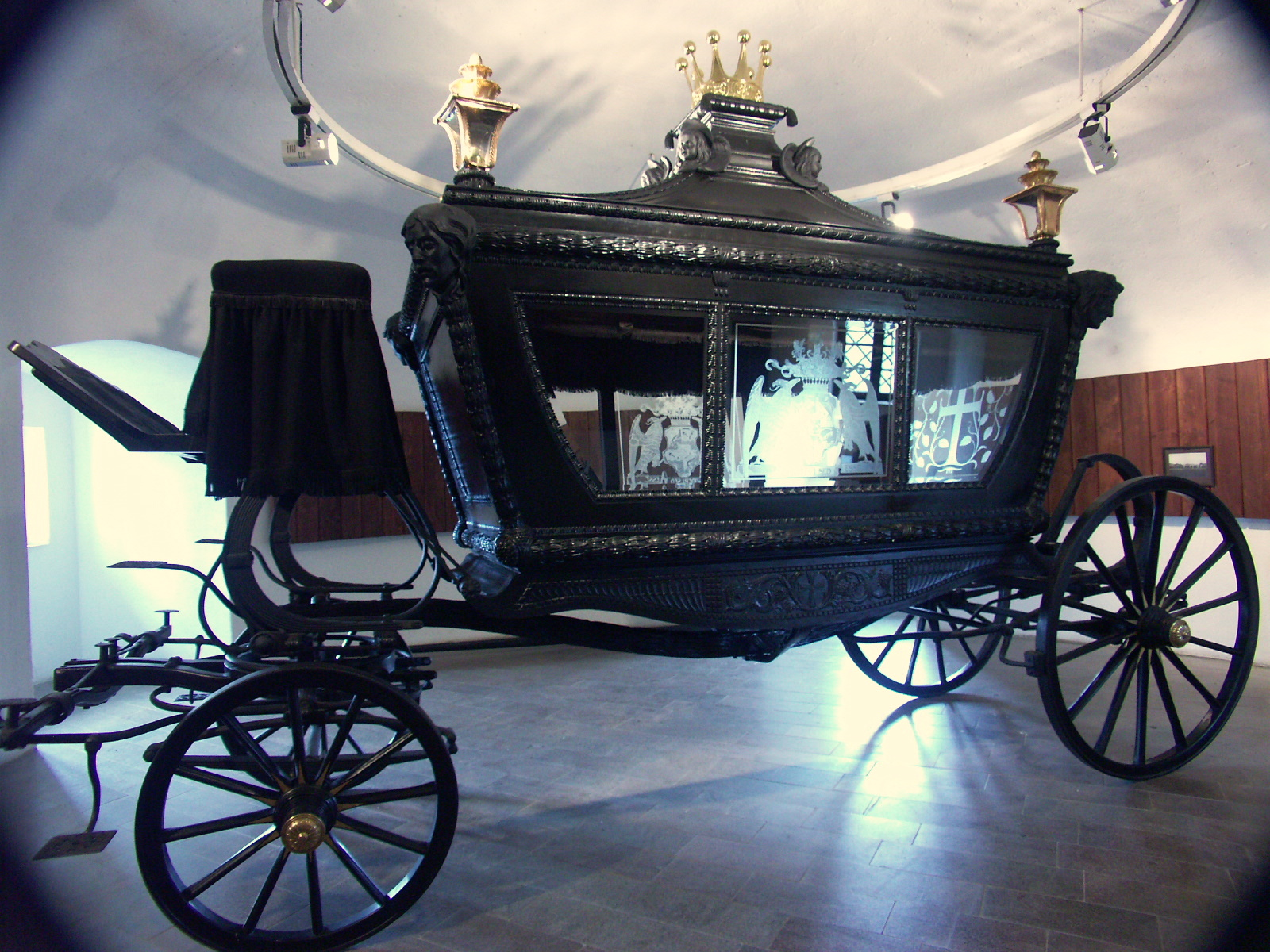
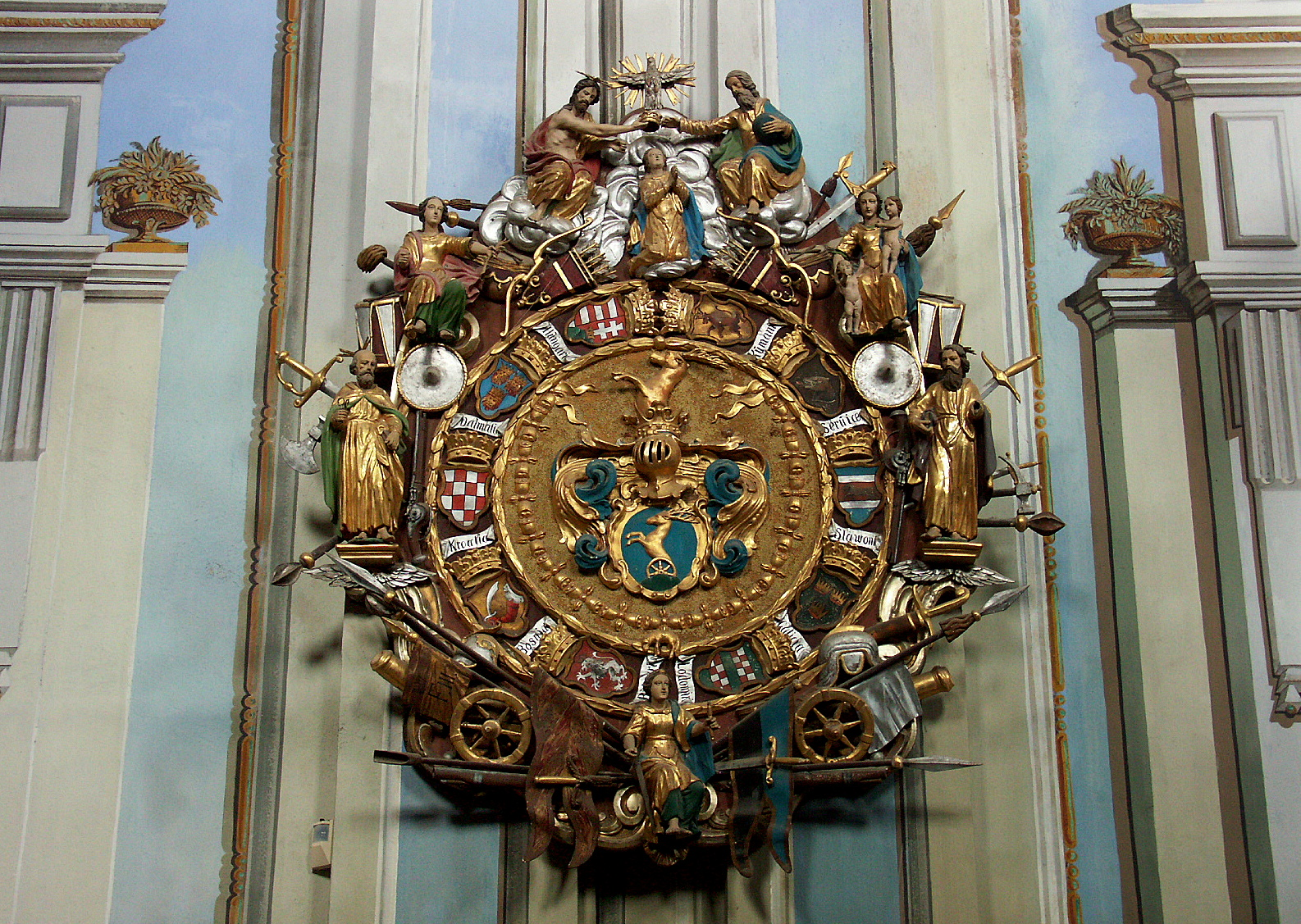